# Општина Појана (Галац)
Појана (рум. Poiana) општина је у Румунији у округу Галац.
Oпштина се налази на надморској висини од 257 m.

## Становништво

### Хронологија
| Година       | 2004 | 2005 | 2006 | 2007 | 2008 | 2009 | 2010 | 2011 | 2012 | 2013 | 2014 | 2015 | 2016 | 2017 |
| ------------ | ---- | ---- | ---- | ---- | ---- | ---- | ---- | ---- | ---- | ---- | ---- | ---- | ---- | ---- |
| Становништво | 1698 | 1709 | 1726 | 1765 | 1786 | 1782 | 1754 | 1735 | 1767 | 1748 | 1755 | 1756 | 1798 | 1766 |